# Эзель (флейт, 1725)
«Эзель» — парусный флейт Балтийского флота Российской империи, один из пяти флейтов типа «Дагерорт». Находился в составе флота с 1725 года, использовался для перевозки грузов и пассажиров между портами Финского залива, а во время Войны за польское наследство участвовал в осаде Данцига.

## Описание флейта
Парусный флейт с деревянным корпусом, один из пяти флейтов типа «Дагерорт», строившихся на Олонецкой верфи в 1725 году. Длина судна составляла 27,5 метра, ширина — 7,3 метра, а глубина интрюма — 3,4 метра.

## История службы
Флейт «Эзель» был заложен на стапеле Олонецкой верфи и после спуска на воду в 1725 году вошёл в состав Балтийского флота России. Строительство флейта вёл кораблестроитель В. Фогель.
В кампании с 1726 по 1728 год использовался в качестве грузового судна на сообщении между портами Финского залива.
11 (22) мая 1729 года вышел из Кронштадта в составе отряда под командованием капитана 2-го ранга Д. С. Калмыкова для перехода к острову Кильдюин и далее в Архангельск. Однако во время перехода в районе Дернеуса на флейте открылась течь и он был вынужден отделиться от отряда и 18 (29) июня вернулся в Кронштадт.
В 1730 году вновь использовался для перевозки грузов между портами Финского залива. В кампанию 1731 года с июня по октябрь в составе  кронштадтской эскадры кораблей Балтийского флота совершил плавание в Киль.
В 1732 году также перевозил грузы между портами Финского залива.
Во время Войны за польское наследство участвовал в действиях Балтийского флота под Данцигом в 1734 году. 15 (26) мая 1734 года с провиантом для осаждавших крепость войск и осадной артиллерией на борту вышел из Кронштадта в составе эскадры адмирала Т. Гордона. 27 мая (7 июня) эскадра прибыла к Пиллау, где артиллерия и провиант были выгружены на берег с помощью гребных судов. После этого флейт вернулся в Кронштадт.
В кампанию 1735 года флейт использовался для перевозки провианта из Риги в Кронштадт.

## Командиры судна
Командирами флейта «Эзель» в составе российского флота в разное время служили:
- лейтенант Питер Баренсен[комм. 2] (1729 год)[6];
- шкипер Пеклоу, Пеколи или Пекла[комм. 3] (1730—1731 годы)[7];
- шкипер Ульпельский (1732 год)[9];
- Пеклоу (1733—1735 годы).

### Комментарии
1. ↑  Всего в рамках серии было построено 5 флейтов: «Дагерорт», «Дубки», «Екатерингоф», «Киль» и «Эзель»[1].
2. ↑  Также встречается вариант написания фамилии Баренс[6].
3. ↑  В справочнике А. А. Чернышёва «Российский парусный флот» командиром флейта с 1730 по 1731 год указывается Пеклоу[5], в «Материалах для истории русского флота» Ф. Ф. Веселаго — в кампанию 1730 года шкипер Пеколи[7], а в 1731 году — шкипер Пекла[8].